# InstallForge
InstallForge ist eine kostenfreie, für Windows entwickelte Software zur Erstellung von Installationsroutinen und Aktualisierungsassistenten. Die Bedienung erfolgt ausschließlich über eine grafische Benutzeroberfläche, auf die Verwendung von Skripten wird verzichtet.

## Geschichte
Die erste öffentliche Version von InstallForge wurde Anfang 2007 veröffentlicht, 2014 erschien aufgrund erhöhter Nachfrage eine Funktion zur Ausführung von CMD-Befehlen, um komplexerer Installationsfunktionen umzusetzen. Durch Mitwirken der Community sind im Laufe der Zeit zahlreiche Erweiterungen (wie beispielsweise übersetzte Sprachdateien) hinzugekommen.

## Funktionsumfang
Die mit InstallForge erstellten Installationsprogramme laufen auf allen gängigen Windows-Betriebssystemen (abwärtskompatibel bis Windows 2000). Die Installationsdateien werden dabei in einer einzigen ausführbaren Datei (EXE) unter Benutzung des Deflate-Algorithmus komprimiert. Eine Besonderheit von InstallForge stellt der komplette Verzicht auf die Laufzeitumgebung des Windows Installer dar. Stattdessen wird eine eigene Technologie verwendet, die keine Abhängigkeiten zu externen Laufzeitumgebungen aufweist und eine schnellere Initialisierung der Installationspakete ermöglichen soll.